# Доккюм
До́ккюм (нидерл. и з.-фриз. Dokkum) — город в Нидерландах в составе общины Северо-Восточная Фрисландия провинции Фрисландия.
Находится на севере государства в плодородной местности близ Северного моря в 171 км от Амстердама.
Самый северный из одиннадцати фризских городов.
Население — 13 145 жителей (2006).

## История
Доккюм — один из древнейших городов исторической области Фрисландии. Крепость с хорошо сохранившимися валами и рвами.
В 754 году в его окрестностях, входивших тогда в состав Франкского королевства, были убиты христианские миссионеры Святой Бонифаций и несколько его учеников, в связи этим город является местом паломничества католиков. В 1254 году здесь проповедовал немецкий священнослужитель, кардинал Оливер фон Падерборн.
Во времена франков Доккюм назывался Doccinga, Dockynchirica и Tochingea, позже Dochingen.
В 1298 году получил статус города в числе одиннадцати фризских городов, сформировавших вместе одну из четвертей Фрисландии (1579—1795).
Во время Великой фризской войны в 1418 году союзная армия во главе с Фокко Укеной совершила нападение на Доккюм. После нескольких стычек со схирингерами, защищавшими город, последние сдались, и город был взят. Доккюм был сожжён и потерял своё значение в военном отношении.
В период Восьмидесятилетней войны до 1572 года город находился между фронтами противников и в том же году был сожжен испанцами и только после возникновения Утрехтской унии в 1579 перешëл к мирной жизни.
Доккюм имел большое стратегическое значение, особенно, в торговле скотом и льном с Испанией.
Между 1581 и 1582 годами здесь были построены городские стены. В 1597 в городе основано Адмиралтейство Фризии. Из-за мелиорации земель и постройки канала «Stroobossertrekvaart» (1654—1656), город потерял своё значение. В 1645 стоянка флота была перемещена в Харлинген.
Доккюмские «Nieuwe Zylen» — самые большие шлюзы провинции. В Доккюме функционируют две характерные для страны ветряные мельницы «Zeldenrust» (1862) и «De Hoop», доступные для посещений туристов.

## Персоналии
- Леве ван Айтзема (1600—1669) — нидерландский историк, дипломат, государственный деятель.
- Гемма Фризиус (1508—1555) — голландский математик, мастер астрономических инструментов.